# بی‌سرنامه
بی‌سر نامه منظومه‌ای عرفانی منسوب به محمد عطار نیشابوری نویسنده و شاعر صوفی مشرب ایرانی است.
این منظومه در ۲۱۴ بیت، شامل مقدمه‌ای کوتاه و هشت بند و خاتمه، سروده شده است که آغازش با بیت:
| من به غیر تو نبینم در جهان |  | قادرا پروردگارا جاودان |
|                            |  |                        |

و پایانش به بیت:
| هرکه او خود را فنا کلی بساخت |  | اندر آن جایی بقایی کل بساخت |
|                              |  |                             |

ختم می‌شود.
|  |  |  |
|  |  |  |

هر بند آن نیز با:
| سِرِّ بی سرنامه را پیدا کنم |  | عاشقان را در جهان شیدا کنم |

آغاز و با بیت زیر پایان می‌یابد:
| من خدایم من خدایم من خدا |  | فارغم از کبر و کینه و از هوا |

شمار ابیات بندها مساوی نیست. مثلاً بند دوم ۴۲ بیت و بند پنجم ۱۳ بیت دارد. تکرارهای فراوانی در ابیات آن دیده می‌شود. مثلاً در بند اول، ۱۷ بار عبارت «ای ز وصلت» و در بندهای دوم و سوم، ۴۲ بار عبارت «ای وصالت» تکرار شده است. قافیه‌ها و وزن نیز گاهی معیوب و مختل است و ابیات سُست در آن کم نیست.

## مضمون کتاب
مضمون کلی آن وحدت وجودی است که به بیانی خام در آن آمده است. گوینده خود را سالکی می‌داند که پس از طی طریق و پیروی از دستورات رسول اکرم، «عطّاری‌اش» بدل گشته و یکسره «حق» شده است.

## نویسنده کتاب
محمد عوفی، دولتشاه سمرقندی و عبدالرحمن جامی از نویسنده کتاب نامی نبرده‌اند؛ اما امین احمد رازی، در هفت اقلیم، آن را در شمار آثار عطار ذکر می‌کند.
از مستشرقان هم هرمان آته، ادوارد براون و سیلوستر دو ساسی گفته دولتشاه سمرقندی را پذیرفته‌اند. برتلس نیز بی سرنامه عطار را با مثنوی مولوی مقایسه کرده و آن را از عطار شمرده است. سعید نفیسی و فروزانفر، ضمن تحقیقات مشبعی، این اثر را از عطار نیشابوری ندانسته‌اند. سطح نازل اشعار نیز مؤید این نظر است. سعید نفیسی آن را از عطار تونی، شاعر قرن نهم، شمرده است.